# Salisbury (Maryland)
Pour les articles homonymes, voir Salisbury.
La ville de Salisbury est le siège du comté de Wicomico, situé dans le Maryland, aux États-Unis. Elle a été fondée en 1732 et compte 30 343 habitants. 

## Histoire

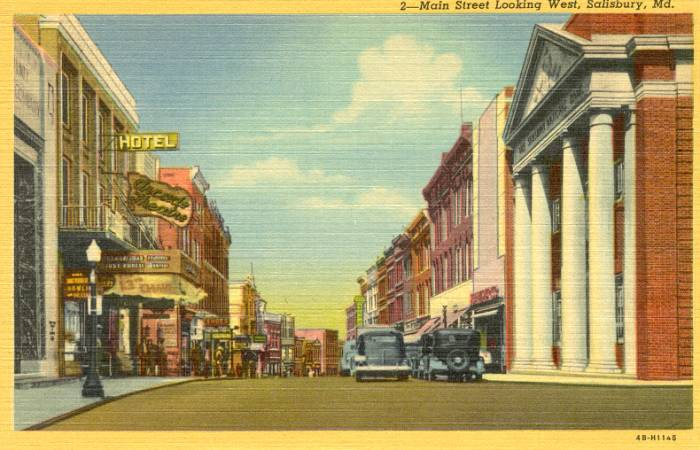
Principale rue en 1920

Au début[Quand ?], ce n'était qu'un avant-poste colonial mis en place par Lord Baltimore. En 1732, Salisbury est devenu un port officiel, et son port a été considéré comme le port le plus actif dans le Maryland.

## Personnalités liées à la ville
- James Cannon Jr.
- Norman Conway
- Ryan J. Davis
- Alexis Denisof
- Linda Hamilton
- William Humphreys Jackson
- Jay Briscoe

## Jumelages
- Dalian, Chine
- Salisbury, Royaume-Uni
- Tartu, Estonie